# Marisol Bretón
Marisol Bretón, född 13 januari 1975, är en mexikansk bågskytt. Hon deltog vid olympiska sommarspelen 1996.